# Willingshausen
Willingshausen är en kommun och ort i Schwalm-Eder-Kreis i Regierungsbezirk Kassel i förbundslandet Hessen i Tyskland.
Kommunen bildades 31 december 1971 genom en sammanslagning av de tidigare kommunerna Gungelshausen, Merzhausen och Willingshausen i den nya kommunen Antrefftal. Antrefftal upplöstes 1 januari 1974 och Gungelshausen, Merzhausen och Willingshausen tillsammans med kommunerna Leimbach, Loshausen, Ransbach, Steina och Wasenberg bildade samtidigt den nya kommunen Willingshausen.